# Симеон Охридски
Симеон е православен духовник, охридски архиепископ през 1550-1551 година.

## Биография
Преди да стане архиепископ, Симеон е рашки митрополит от 1526 до 1550. Споменава се като такъв в една бележка от август 1547 г. в ръкописно четвероевангелие, изгоряло в Народната библиотека в Белград в 1941 година. В бележката се казва, че книгата е написана по негова поръчка и след това митрополит Симеон я е дарил на църквата на великомъченица Варвара, която е създал в своя диоцез близо до река Рас и снабдил с много утвар за своето спасение и за душата на родителите си.
Заема охридската катедра след смъртта на Прохор (1550). Запазена е една издадена от него през юли 1550 г. гръцка грамота, в която се титлува „по Божия милост архиепископ на Първа Юстиниана и на цяла България, Сърбия и прочие“. През 1551 г. по неизвестни причини е принуден да напусне поста си.
Ръчният му кръст се пази в хранилището на манастира „Света Троица“ в Плевля.